# Krebsina
Krebsina, en ocasiones erróneamente denominado Krebsia, es un género de foraminífero bentónico de la subfamilia Polymorphininae, de la familia Polymorphinidae, de la superfamilia Polymorphinoidea, del suborden Lagenina y del orden Lagenida. Su especie-tipo es Krebsia pilasensis. Su rango cronoestratigráfico abarca el Holoceno.

## Discusión
Clasificaciones previas incluían Krebsina en la superfamilia Nodosarioidea.

## Clasificación
Krebsina incluye a las siguientes especies:
- Krebsina okinawaensis
- Krebsina pilasensis
- Krebsina subtenuis